# (4871) Riverside
(4871) Riverside es un asteroide perteneciente al cinturón de asteroides, descubierto el 24 de noviembre de 1989 por Masahiro Koishikawa desde la Estación Ayashi, Japón.

## Designación y nombre
Designado provisionalmente como 1989 WH1. Fue nombrado Riverside en homenaje al hermanamiento con la ciudad japonesa de Sendai para celebrar el 35 aniversario pues se produjo en el 9 de marzo de 1957.

## Características orbitales
Riverside está situado a una distancia media del Sol de 2,258 ua, pudiendo alejarse hasta 2,502 ua y acercarse hasta 2,013 ua. Su excentricidad es 0,108 y la inclinación orbital 2,891 grados. Emplea 1239 días en completar una órbita alrededor del Sol.

## Características físicas
La magnitud absoluta de Riverside es 13,5. Tiene 5,082 km de diámetro y su albedo se estima en 0,327.